# واکسوو
واکسوو (به لاتین: Vaksevo) یک منطقهٔ مسکونی در بلغارستان است که در شهرستان نوستینو واقع شده‌است.